# Málaš
Málaš – wieś (obec) na Słowacji położona w kraju nitrzańskim, w powiecie Levice. Pierwsze wzmianki o miejscowości pochodzą z roku 1156. 
Według danych z dnia 31 grudnia 2012, wieś zamieszkiwało 485 osób, w tym 248 kobiet i 237 mężczyzn.
W 2001 roku rozkład populacji względem narodowości i przynależności etnicznej wyglądał następująco:
- Słowacy – 47,15%
- Czesi – 0,53%
- Romowie – 0,18%
- Ukraińcy – 0,18%
- Węgrzy – 51,42%

Ze względu na wyznawaną religię struktura mieszkańców kształtowała się w 2001 roku następująco:
- Katolicy rzymscy – 86,3%
- Grekokatolicy – 0,36%
- Ewangelicy – 3,2%
- Prawosławni – 0,36%
- Ateiści – 5,69%
- Nie podano – 1,42%